# Ungdomsbrottslighet i Sverige
Ungdomsbrottslighet i Sverige innebär brottsliga handlingar utförda av en ungdom i Sverige. En brottslig handling syftar på "en gärning i strid med en lagbestämmelse för vilken det är föreskrivet ett straff och där ingen objektiv ansvarsfrihetsgrund föreligger.". Ordet har att göra med normer, där vissa normer blivit förtecknade och stiftade till lagar. Ordet vanartat används vid en beskrivning av ett busigt eller ouppfostrat barn, i juridisk mening. Ordet vanartat användes ofta för att beskriva ett barn eller en ungdom som begått ett brott. Vanligt förekommande brottsliga handlingar som utfördes av ungdomar under 1800-talet samt början på 1900-talet var ungdomsupplopp och kravaller. Termen kravall kan ha en såväl juridiska som politisk innebörd beroende på om upploppet är ett sant upplopp eller enbart en demonstration.

## Ungdomsbrottsligheten i Sverige
Under 1800-talet i Eskilstuna skedde det ett flertal våldsamma konfrontationer i form av ungdomsupplopp och kravaller. Orsakerna till dessa ungdomsupplopp kunde vara ett försök att frita personer som polisen anhållit, exempelvis på grund av fylleri. Ungdomsupploppen var ofta i form av gatukonfrontationer där deltagarna ofta var just ungdomar.

### 1850–1869
Under perioden 1850-talet till 70-talet var ungdomsbrottsligheten i Sverige ett stort och vanligt förekommande samhällsproblem. Ungdomsbrott och ungdomsbrottsligheten ökade i både absoluta tal samt i förhållande till befolkningsökningen. Det fanns ingen rekommenderad lösning på problemet, trots att ett flertal olika grupper i samhället hade förslag på lösningar. De moderna sociologiska skolorna, med ursprung i Marx och Engels teorier angående ekonomisk determinism, ansåg att brottsliga beteenden har samma ursprung som andra beteenden och därför inte borde särskiljas mot andra beteenden. Den multipla faktorteorin ansåg å andra sidan att brott är en konsekvens av ett stort antal faktorer som tillsammans orsakar stor variation i beteendet. En vanlig återkommande orsak till ungdomskriminaliteten var hur barnets familjesituation sett ut, vilket även gäller i modern tid. Det visade sig att hur ungdomar beter sig beror mycket på hur deras barndom och uppfostran sett ut. Många av de som begick brott under sin ungdom växte upp i ett instabilt hem, med mycket slagsmål och alkohol inblandat. År 1864 antogs en ny lag gällande hur 15–18-åriga brottslingar bör dömas för olika brott. Enligt den nya lagen kunde brottslingar under 15 år inte längre bli intagna till fängelseanstalter eller andra straffanstalter utan hamnade istället på allmänna uppfostringsanstalter. Tidigare hade passande straff rekommenderats baserat på hur gammal gärningspersonen var. Straffskalan för gärningsmän under 21 år hade tidigare delats in i tre grupper. Första gruppen omfattade barn i åldrarna 5–15 år. Den andra gruppen rörde barn mellan 15 och 18 år och den sista gruppen omfattade ungdomar mellan 18 och 21 år. Straffen för de olika kategorierna var bestämt baserat på vilken grupp gärningspersonen tillhörde.
I brottsstatistiken kan en markant ökning över anmälda ungdomsstölder under åren 1867–1868 noteras. Dessa år kallades även för svältåren eller missväxtåren. Under dessa år var hungersnöden och den ekonomiska bristen omfattande i Sverige, vilket i sin tur resulterade i att ungdomskriminaliteten ökade. En annan orsak till att ungdomskriminaliteten ökade under dessa år var ransoneringen på varor i landet, samt även minskad social kontroll i samhället orsakad av stora folkomflyttningar.

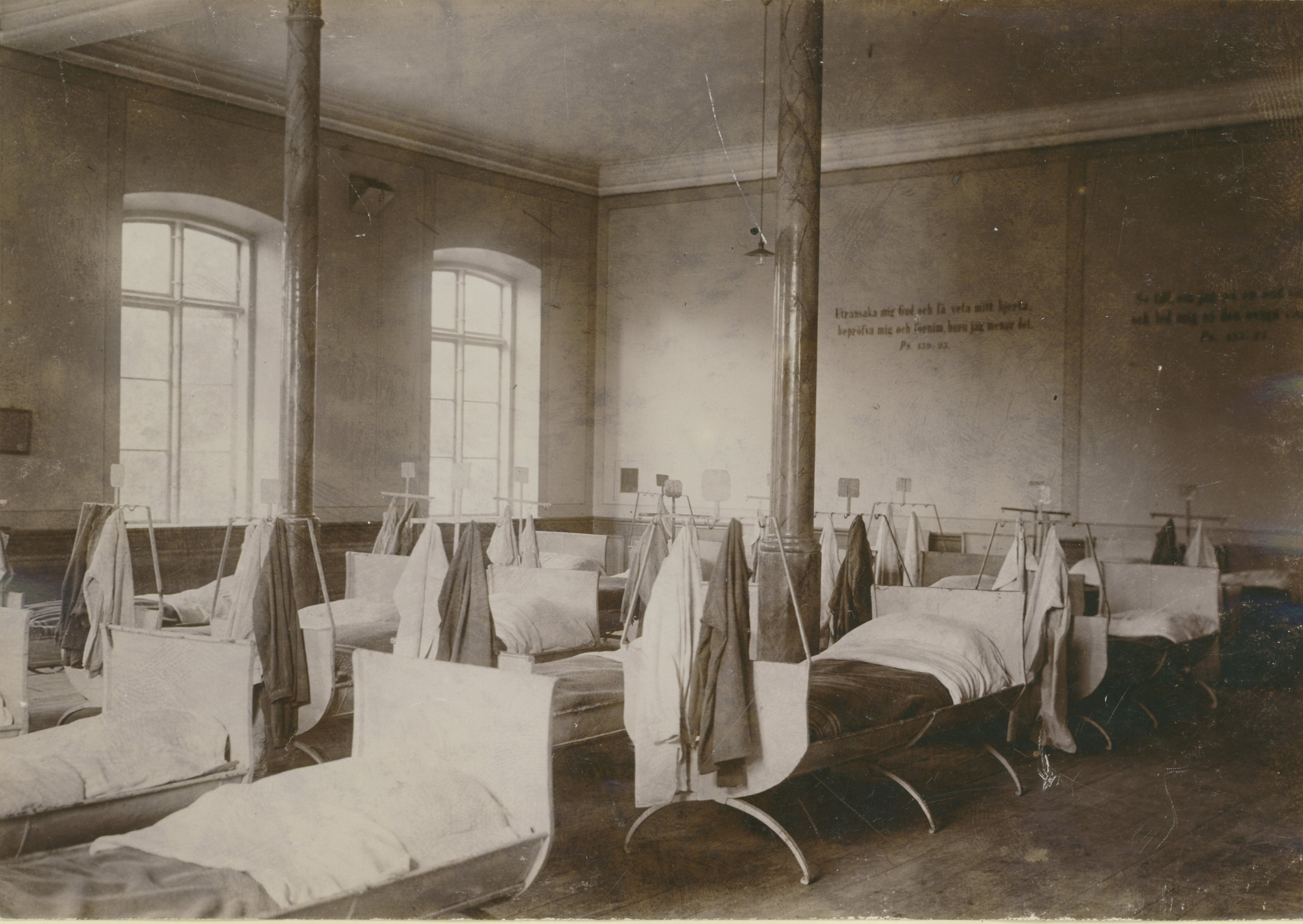
Sovsal på Norrgårds uppfostringsanstalt (1900-tal).

### 1870–1889
Från mitten av 1800-talet började det att byggas uppfostringsanstalter i Sverige för ungdomar som utfört någon form av en brottslig handling. Ungdomarna skulle få tillgång till särskild uppfostran vid dessa anstalter istället för ett fängelsestraff. Den svenska allmänna skolplikten i form av allmän folkskola infördes år 1882. Den innebar en sexårig skolplikt för alla barn i Sverige. Den allmänna skolplikten resulterades i att barn och ungdomar fick en utbildning istället för att börja arbeta redan i ung ålder. Staten började även under denna period ta över ansvar och finansiering av universiteten i Sverige. Staten trodde att dessa skolreformer skulle minska ungdomsbrottsligheten.

### 1890–1909
År 1896 tillsattes den så kallade Tvångsuppfostringskommittén som tog upp frågan angående hur barn och ungdomar bör straffas för begångna brott. Vid slutet av 1800-talet och vid sekelskiftet uppstod en debatt rörande problemet med de så kallade "ligapojkarna" vilka var unga män ur arbetarklassen. Samhället ville ta fram åtgärder för denna grupp med vanartade ungdomar. Debattens slutsats blev därför att man började införa kommunala barnavårdsnämnder som skulle omhänderta barn och ungdomar som ansågs problematiska, istället för att skicka barnen och ungdomarna till uppfostringsanstalter. I samband med att Tvångsuppfostringskommittén tillsattes påbörjades även en diskussion gällande hur barn och ungdomar bör straffas för brottsliga handlingar. En slutsats, presenterad av Tvångsuppfostringskommittén år 1898, var att barn över 15 år som utfört någon kriminell handling borde straffas medan de som var yngre istället borde behandlas.
Under 1800-talet började nationalismen att växa fram i Sverige. Detta resulterade i att man började skilja på grupper i samhället baserat på personens nationalitet eller etnicitet. Samtidigt som individer grupperades baserat på ens nationalitet började även gruppering ske på sexuell läggning. Kategorier som "heterosexuell" och"homosexuell" började att skapas vid sekelskiftet. Samtidigt som dessa benämningar och kategorier växte fram i Sverige genomgick både Europa och Nordamerika en omfattande urbanisering och industrialisering. Människor drog sig till städerna där det fanns fler och bättre betalda arbeten. Barn och ungdomar började att i ökad utsträckning gå i skola, trots det fortsatte barnarbete vara ett stort samhällsproblem. Ungdomsupploppen fortsatte att förekomma även under 1800-talets slut samt under 1900-talets första decennier. Dessa ungdomsupplopp utfördes av "ligor" och "ligapojkar" som skaffade inkomster genom småjobb efter skolan och umgicks högljutt på gatorna. Medel- och överklassen i samhället började anse att dessa ungdomars beteende innebar ett större samhällsproblem. Man ansåg att ungdomarna störde och betraktades som ett stort socialt problem. Dessa problem började att kallas "ungdomsproblem". Hotbilder på dessa ungdomar, baserat på stereotyper, växte fram av. Eftersom en ny kategori i samhället växte fram, problematiska ungdomar, skapades ett nytt samhällsproblem.
Sedan 1800-talets mitt har det skapats så kallade arbetar- och bildningsföreningar, där städernas vuxna arbetare kunde studera. Verksamheterna leddes oftast av liberalt sinnade personer från medelklassen. Vid sekelskiftet mellan 1800- och 1900-talet började dessa verksamheter även att finnas för ungdomar som ville studera vidare. Scoutrörelsen var ännu ett försök att uppfostra kommande generation i Sverige. Dessa rörelser växte fram under 1900-talets första år och organiserade olika verksamheter.

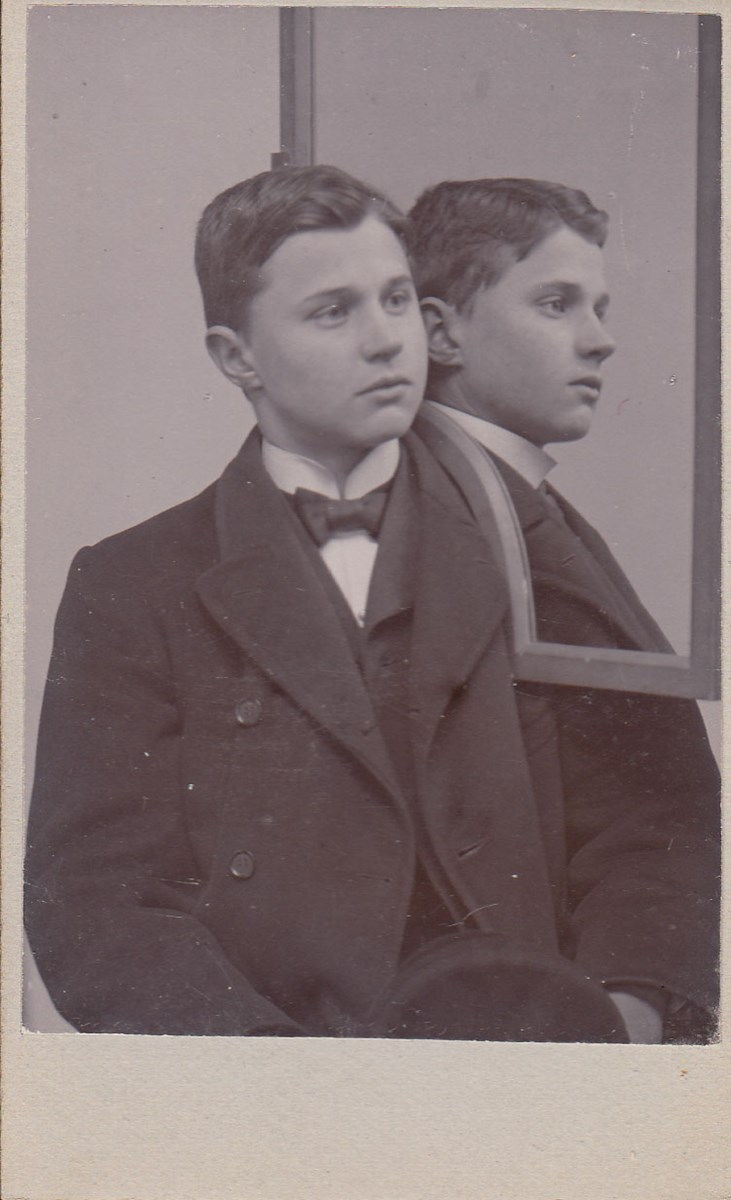
John Petrus Åström, 16 år, polisfotografi med okänd fotograf (1904).

### 1910–1929
Termen "liga" användes för att beskriva en kriminell grupp med minst 3 medlemmar. Under början av 1900-talet började ligor att dyka upp i samhället. De utförde och planerade brott tillsammans. År 1910 fanns det 15 ligor i Sverige och år 1952 fanns 85 stycken. I dessa ligor var medlemmarna inte enbart ungdomar. Den amerikanske sociologen Frederic Thrasher har delat in ligor i tre olika kategorier. Den första gruppen kallade han den diffusa typen som uppnår ett första steget i utvecklingen. Den andra typen betecknas den solida typen där sammanhållningen nått en högre grad än i den diffusa typen. Den tredje och sista gruppen kallade Thrasher den formella typen. Den formella typen uppnås när gänget har de yttre formerna och konventionerna som är karaktäristiska för en fast institution.
År 1917 infördes en begränsning på hur länge ungdomar fick vara intagna i de allmänna uppfostringsanstalterna. Ungdomar fick inte vara intagna på dessa uppfostringsanstalter mer än ett år. År 1924 infördes ännu en lag gällande ungdomskriminaliteten, lagen om samhällets barnavård. Lagen innebar en skillnad mellan samhällsvården av barn som är i nöd jämfört med barn som utsätts för våld i hemmet. År 1910 utgjorde 8,8% (17 st) av alla dömda ungdomsbrott enklare inbrott och 18,0% (35 st) av alla ungdomsbrott det året var kvalificerade inbrott. År 1915 var det 26,0% (117 st) av alla dömda ungdomsbrott enklare inbrott, men endast 1,6% (7 st) var kvalificerade inbrott. År 1920 var 6,6% (14 st) av dömda ungdomsbrott som räknades vara enklare inbrott. Samma år var 18,5% (39 st) av alla brott klassades som mer kvalificerade inbrott.
År 1910 undersöktes antalet brottslingar i åldrarna 5–21 år. Det visade sig att det bodde 23 379 pojkar i Sverige år 1910, varav 112 av de hade begått en eller flera brottsliga handlingar. Samma undersökning gjordes 10 år senare, år 1920. Resultatet i den undersökningen var att det bodde 28 007 pojkar i Sverige, varav 136 av de hade begått motsvarande brottslig verksamhet. Procentuellt sätt utgör brottsligheten samma andel vid båda tillfällena, eftersom 0,5% av pojkarna i åldersgruppen var kriminella, såväl år 1910 som 1920. Om man istället tittar på samma undersökning ytterligare 10 år senare, år 1930, kan man se en ökning av ungdomsbrottsligheten i kategorin med 0,4 procentenheter till 0,9 procentenheter. År 1930 bodde 31 206 pojkar i Sverige i samma åldersgrupp, varav 276 av dessa var brottslingar. Denna typ av undersökningar fortsatte att göras fram till år 1952, och brottsligheten fortsatte att öka. År 1952 utgjorde andelen brottslingar 2,2% av gruppen pojkarna i samma ålderskategori.

### 1930–1949
Under 1930-talet började de kommunala barnavårdsnämnderna ha tillräckligt mycket makt att ingripa i situationer med varartig ungdom upp till 21 års ålder. I slutet av 1930-talet började speciella ungdomsfängelser inrättas där de ungdomar som tidigare tagits hand om av nämndemän nu blev skickades till fängelsevård. I den svenska kriminaldebatten ökade fokus på den ökade brottsligheten bland ungdomar. Det ökande antalet ungdomsupplopp fortsatte att vara ett stort samhällsproblem som tycktes sakna lösning. År 1935 fastlades en ny lag där domstolarna kunde döma en ungdomlig brottsling från åldern 15 år till ungdomsfängelse. Dessa ungdomsfängelser ansågs vara ett bra alternativ för såväl uppfostran som utbildning.
Under 1930-talet började även konservativa krafter i samhället engagera sig i frågan om ungdomar hade för höga frihetsgrader. Präster, lärare och myndigheter oroade sig över samhällets vanartade ungdomar. En fråga gällde dansbanor och diskussionen handlade om aktiviteten på dansbanorna endast syftade till "promiskuösa sexuella möten". Ungdomar började dessutom att engagera sig alltmer politiskt under 1900-talets mitt. På ungdomsmöten där det bland annat diskuterades politik startades ideologiska rörelse där ungdomar hyllades istället för att kritiseras. Efter dessa möten erbjöds aktiviteter där ungdomarna kunde umgås utan att började att bli kritiserade av det vuxna samhället. År 1930 gjordes en undersökning rörande skillnader i ungdomars brottstyper. Undersökningen innehöll 9 olika kategorier av brottstyper. Gällande till exempel sexualbrott kunde man tydligt se hur antalet stadigt hade ökat för nästan varje år. Det första året i undersökningen, år 1910, var det 0 anmälda sexualbrott. År 1930 var det 5 st. År 1950 var det 42 sexualbrott som anmäldes. De sexualbrott som räknades med i denna undersökning är enbart de utförda av ungdomar. I samma undersökning undersöktes även utvecklingen av antalet enklare stölder. År 1910 anmäldes 125 enklare ungdomsstölder. År 1930 var det 186 anmälningar och år 1935 hade de anmälda stölderna ökat ytterligare till 444 stölder. ökade de anmälda brotten för enklare stölder markant. År 1950 siffran uppe i 698 enklare ungdomsstölder. Enklare stölder innefattade allt från cykel- till bilstölder, men även exempelvis snatteri i butik.
År 1932 vann det socialdemokratiska partiet riksdagsvalet i Sverige. Deras främsta fråga och det vallöfte de givet folket var att bekämpa den höga arbetslösheten. Partiet ville både öka nationalinkomsten i Sverige samt stödja enskilda individer som behövde hjälp av samhället. Partiet införde bland annat en ny socialpolitik som gick ut på att lära befolkningen mer om sparsamhet och ekonomi. Ungdomsvården, och generellt sett hela kriminalvården, var ett område som det socialdemokratiska partiet fokuserade på under första delen av 1930-talet. I takt med att kyrkans betydelse minskade blev det socialdemokratin som tog över den bärande samhällsrollen.

### Senare problem
Ungdomen som växte upp på 1960-talet lyssnade på helt annan musik än sina föräldrar och hade starka konsumtions möjligheter på grund av den starka konjunkturen under denna period. Ungdomar fick ökade frihetsgrader och ungdomar kunde i högre utsträckning göra det de själva tyckte var roligt eftersom de inte längre behövde yrkesarbeta parallellt med skolarbete. Pop och rock 'n' roll kulturen växte fram. I samband med den nya musikkulturen växte bruket av narkotika bland ungdomar. Narkotikan växte framförallt både bland de asociala i samhället, speciellt inne på ungdomsfängelserna. Oron för att den ökad användning av narkotika skulle kunna leda till högre ungdomskriminalitet växte, såväl bland föräldrar som politiker. Samhället var under förändring. Sexualiteten blev mer öppen och var inte längre endast ansedd för äktenskapet. Den samlade förändringen av den nya ungdomskulturen väckte oro och starka reaktioner hos den äldre generationen. Fler ungdomsgäng bildades där ungdomar tillsammans utförde och planerade brottsliga gärningar. Under slutet på 1950-talet och början på 1960-talet rådde det brist på resurser i socialvården. Ett resultat av denna resursbrist var att alltfler ungdomar dömdes till straffarbete eller fängelsen. Ungdomsvårdsskolorna var överfulla och hade väntelistor. Eftervården ansågs nu som viktig för att försöka motarbeta återfallsbrott. För att försöka reducera ungdomskriminaliteten inrättades ett "statligt ungdomsråd" som hade som "huvuduppgift att effektivisera samhällets åtgärder mot ungdomsbrottsligheten.". Fler ungdomsfängelsen etablerades i samband med att det statliga ungdomsrådet inrättades. För att bli tilldelad en plats på ett ungdomsfängelse var ungdomen tvungen att både vara i behov och själv vara motiverad att ta del av vård och behandling.
Under 1980-talet blev narkotikabruk ett ökande problem bland ungdomar i Sverige. Politikerna talade om den kommande narkotikavågen som skulle kräva stora åtgärder från myndigheterna för att kunna stoppas. År 1981 skärpes straffet för narkotikabrott som ett försök att få ungdomar att sluta köpa och använda narkotika. I en undersökning rörande åren 1969–1987 framkom det att antalet anmälda narkotikabrott mer än fördubblats bara mellan åren 1979 och 1980. Det skedde ytterligare en ökning mellan åren 1980 och 1981. Undersökningens slutsats presenterades i form av ett diagram där antalet anmälda narkotikabrott per 100 000 invånare från 15 års ålder och uppåt illustrerades. Efter ökningen fram till 1981 började anmälningarna för narkotikabrott att minska i Sverige, vilket berodde på att straffen för narkotikabrott skärptes.

## Orsaker
Tidigare erfarenheter och forskning har visat att kriminaliteten, främst ungdomskriminaliteten, inte enbart orsakas av sociala faktorer utan även påverkas av individuella omständigheter och förhållanden. De individuella faktorerna som kan påverka att personen begår ett brott kan vara psykiska samt fysiska karaktärologiska strukturer, det vill säga personens individualitet och personlighet.
År 1952 gjordes en undersökning gällande hur föräldrars alkoholvanor påverkar barnen. 222 slumpmässiga brottslingar undersöktes, parallellt med två kontrollgrupper bestående av icke-brottslingar. Den ena kontrollgrupperna bestod av ungdomar från ett brottslingstätt område (Kontrollgrupp I) och omfattade 85 ungdomar och deras föräldrar. Den andra kontrollgruppen (Kontrollgrupp II) bestod av ungdomar som bodde i ett brottslingsglest område. Den andra kontrollgruppen bestod av 78 ungdomar och deras föräldrar. I undersökningen definierades tre olika alkoholrelaterade problemkategorier. Kategori ett bestod av Fylleri I, engångsfylleri. Kategori två bestod av Fylleri II, flergångsfylleri och den tredje kategorin bestod av alkoholism hos föräldrarna. Slutsatsen i undersökningen var att bland de ungdomar som någon gång utfört ett brott var alkoholism bland en eller båda föräldrarna var betydligt vanligare än hos de ungdomar som aldrig begått ett brott. (Skillnaderna mellan kontrollgrupp I och II var att i brottslingstäta områden var alkoholism bland föräldrar vanligare än de brottslingsglesa områdena.) Hos försökspersonerna där ungdomarna var brottslingar tillhörde 27 av 222 personer (12,2%) kategori I, dvs. att föräldrarna hade dömts för engångsfylleri. I samma kategori, engångsfylleri, var motsvarande siffra 6 av 85 personer f(7,1%) i kontrollgrupp I, icke-brottslingar från brottslingstäta områden. I kontrollgrupp II, där ungdomarna kom från brottslingsglesa områden, var det 0 personer där föräldrarna hade klassificerats i kategorin Fylleri I, Fylleri II eller Alkoholism. Resultaten hos Kontrollgrupp II var betydligt lägre än hos försökspersonerna där ungdomen begått något brott. Hos försökspersonerna var antalet ungdomar vars föräldrar hamnade i Kategori II, Fylleri II, 28 personer (12,6%) av 222. I försöksgruppen var det 48 personer (21,6%) vars föräldrar klassificerades i Kategori III, Alkoholism. I Kontrollgrupp I, ungdomar bosatta i ett brottslingstätt område, var siffran i Kategori II, Alkoholism, endast 5 av 85 (5,9%). Slutsatsen som drogs i utredningen var att alkoholanvändandet i hemmet påverkar ungdomarnas grad av brottslighet.
Enligt en undersökning, omfattande 445 svårt vanartade pojkar, undersöktes tre grupper för att få fram en slutsats gällande huruvida miljö eller anlag påverkar ungdomar mest till att begå kriminella brott. Slutsatsen av undersökningen blev att hos 12,13% av pojkarna var det anlaget som var den utlösande faktorn till att begå brott. 39,77% menade att det var både anlaget och miljön som framkallade och orsakade att pojken begick brottet. 48,09% av pojkarna menade att det enbart var miljön som orsakade deras kriminella handlingar, alltså inte ens genetiska anlag. I en annan analys som studerade vad som är orsaken till ungdomskriminalitet fastslogs det att föräldrarnas liv påverkar barnets liv mer än exempelvis skolan. Undersökningen visade bland annat att föräldrarnas socialgruppstillhörighet, missbruk eller egen kriminalitet, eller ifall föräldrarna var skilda påverkade barnen mycket. Även barnets relation till föräldrarna, och framförallt om barnet fått mycket kärlek under sin uppväxt eller inte, ansågs påverka senare inslag av kriminalitet. Alkohol- och narkotikaanvändningen bland kompisar ansågs även det vara en orsak till senare kriminalitet. Analysen undersökte pojkar i åldern 11–15 år gamla.

### Sociala orsaker
I många tidiga studier ansågs det vanligt att de flesta kriminella ungdomarna var uppväxta tätort och storstad. Man ansåg att denna uppväxtmiljö givit dem sämre förutsättningar. De ungdomar som kommer från ett mindre bemedlat hem och från en tätare bebodd ort ansågs ha mindre att förlora på kriminella gärningar eftersom frestelsen och lockelsen kan vara starkare än moralen. I dessa fall handlade brotten ofta om pengar som motiv och belöning. Skolan ansågs vid början på 1900-talet vara en viktig plats för ungdomar och ansågs även kunna förhindra ungdomars kriminella beteenden om de behandlas rätt av lärare och inte hamnar i kriminella umgängen.

### Individuella orsaker
I början av 1900-talet ansågs hemmets ekonomiska ställning vara en avgörande faktor för risken att ungdomar begår någon kriminell handling. Även om ungdomens föräldrar blivit straffade för någon brottslig handling förmodades påverka graden av ungdomsbrottslighet, enligt David Lund, docent och byrådirektör i fångvårdsstyrelsen. Lund påstår även att hemmets moraliska atmosfär påverkar barnet mycket. Vid undersökningar har det visat sig att barn som vuxit upp i ett hem utan stark moralkänsla har högre benägenhet att begå kriminella brott och handlingar.

## Skillnaden mellan könen
Forskning inom ämnet kriminologi har historiskt dominerats av studier rörande mäns brottslighet, vilket även gäller för ungdomskriminologi. Det hänger även ihop med att kvinnor inte begår lika många brott som män statistiskt sett. År 1987 gjordes en undersökning av alla lagförda brott i Sverige, både gällande ungdomar och vuxna för att undersöka andelen brott i olika kategorier som begåtts av män respektive kvinnor. Det året begicks ungefär 140 000 brott av män och 23 000 brott av kvinnor. Den kvinnliga brottsligheten utgjorde alltså 14% av alla lagförda brott. Undersökningen granskade även skillnaderna mellan antalet kvinnor och män som blev dömda till fängelse. I den granskningen visade det sig att kvinnorna utgjorde ungefär 4% av fängelsedomarna (675 av totalt 15 640 var kvinnor). Undersökningen baserades på Rättsstatistisk årsbok för 1988. Kriminologiprofessorn Jerzy Sarnecki publicerade år 1986 en undersökning om skillnader mellan pojkar och flickors brottslighet. Undersökningen studerade antalet pojkar och flickor i brottsregistret i en medelstor kommun i Sverige. Slutsatsen var att pojkar utgjorde 79% av alla fällande domar rörande ungdomar i den undersökta kommunen. Flickor utgjorde endast 21% i brottsregistret det året. Det var alltså en markant skillnad mellan antalet flickor och pojkar som gjort något brottsligt. Undersökningen visade även att flickornas brott generellt var betydligt mindre allvarliga än pojkarnas. Sarnecki konstaterade även andra karaktäristiska drag gällande flickors brott i sin undersökning. Han kom bland annat fram till att flickors brott var mer nyttoinriktade än pojkars. Det kunde bland annat gälla fler snatterier eller bedrägerier. Flickor begick ofta brott tillsammans med pojkar. Det kunde exempelvis handla om att de varit i ett förhållande och att flickan följt med pojken när han begått brottet. Flickorna spelade ofta en mer passiv roll när hon följde med pojken. Det var ofta pojken som planerade och utförde brottet.

## Hur behandlades brottslingarna av samhället?
Under början av 1900-talet var behandlingen av kriminella ungdomar beroende av privat finansiering och välgörenhet. Den tidigare fattigvården förändrades även den under början av 1900-talet. Den delades upp i två kategorier med två olika syn på samhället och omhändertagandet av de fattiga i samhället. Tjänstemännen förespråkade att hålla nere kostnaderna för fattigvården och att lagen skulle följas. De frivilliga som engagerade sig i fattigvården ansåg, till skillnad från tjänstemännen, att det var mycket viktigt med specialkunskap inom fattigvården. De frivilliga fick till slut stå för de sociala utredningarna. Det var främst män som engagerade sig i fattigvården eftersom det fortfarande ansågs opassande för en kvinna att delta i ett arbete som detta.
Enligt lag var det polisens uppdrag att förhindra och utreda de brott som skedde i Sverige. Gällande ungdomar och ungdomsbrott begränsades polisens arbete. Det polisen gjorde vid brott begångna av ungdomar var att de tog emot en brottsanmälan och försökte hitta personen som gjort brottet. Fram till 1985 var polisens behörighet när det gällde utredningar av ungdomar mycket begränsad. Under början på 1900-talet var det viktigaste inom den svenska socialpolitiken att förebygga ungdomskriminalitet. Vid förebyggandet av brott var det viktigt att pedagogiska åtgärder som rörde ungdomars liv fick spela en stor och viktig roll. Skolan fick en stor betydelse med höga krav på att förhindra kriminaliteten bland ungdomar. Under 1900-talet började både straff och behandling användas tillsammans för att på bästa sett minska risken för återfall av ungdomars brottsbeteende.Ungdomsvården arbetade nära med både socialvården, kriminalvården och rättsväsendet.

## Källförteckning
1. ↑   Brottsbalk (1962:700). 1962-12-21. https://lagen.nu/1962:700#K1P1. Läst 13 december 2020.
2. 1 2 3 4 5 6 7 8 9  Ericsson, Martin; Andrés Brink Pinto (2019). Den bråkiga staden. Libris http://libris.kb.se/bib/t4vrzg85rt4fjg14
3. 1 2 3 4 5 6 7 8 9 10  Hermansson, Bertil, Björkberg, Roland; Björkenhed, Sten (1959). Ungdom och Brott. Tre sociologiska undersökningar. Libris http://libris.kb.se/bib/474437?vw=full. Läst 20/12-2020
4. 1 2 3 4 5  Lund, David (1923). Ungdomsbrottslighet och vanartat i Sverige. Libris http://libris.kb.se/bib/1993903?vw=full. Läst 29/12-2020
5. 1 2 3 4 5 6 7  Sarnecki, Jerzy (1987). Skolan och brottsligheten. Libris http://libris.kb.se/bib/7665747?vw=full
6. 1 2 3 4 5 6 7 8  Svensson, Kerstin (1998). Straff eller behandling: om statens strategier mot gränsöverträdande ungdom under 1900-talet. Libris http://libris.kb.se/bib/2387781?vw=full. Läst 29/1-2021
7. ↑  Ericsson, Martin; Andrés Brink Pinto (2019). Den bråkiga staden. sid. 26. Libris http://libris.kb.se/bib/t4vrzg85rt4fjg14. Läst 2 februari, 2021
8. ↑  Svensson, Kerstin. Straff eller behandling - om statens strategier mot gränsöverträdande ungdom under 1900-talet. sid. 155
9. ↑  Sarnecki, Jerzy (1987). Skolan och brottsligheten. sid. 19–21